# Асахикава
Асахика́ва (яп. 旭川市 Асахикава-си) — центральный город Японии, административный центр округа Камикава. Является вторым по величине в Хоккайдо после Саппоро. 1 августа 1922 года получил статус города, а 1 апреля 2000 года — центрального города Японии.
Площадь города составляет 747,60 км², население — 347 754 человека (30 июня 2014), плотность населения — 465,16 чел./км².

## История
В 1922 году Асахикава получил статус города.
До Второй мировой войны Асахикава был военным городом, в котором была расквартирована 7-я дивизия Императорской армии Японии. После войны здесь расположилась 2-я дивизия северной армии Сухопутных сил самообороны Японии.
В начале 1960-х годов началось строительство аэропорта. Регулярное сообщение началось в 1966 году. В 2006 году аэропорт второго класса Асахикава, помимо внутренних рейсов, стал частично поддерживать южно-корейское направление.
В 1967 году в городе открылся зоопарк Асахияма.

## Физико-географическая характеристика
Город пересекают десятки речных протоков, поэтому в городе насчитывается более 740 мостов. Мост Асахибаси, построенный в 1932 году, стал символом города. Город окружают горные массивы, имеются лыжные курорты. Асахикава держит рекорд по самой низкой температуре, когда-либо зарегистрированной в Японии (-41 °C, дата 25.01.1902).
Согласно классификации климатов Кёппена Асахикава расположена в зоне океанического континентального климата (Dfb) с жарким летом и очень холодной и снежной зимой. В городе выпадает экстремальное количество снега: снежный покров может достигать 7,6 м и выше. Лето в Асахикаве жаркое и влажное. Зимы Асахикавы — самые холодные в Японии: ей принадлежат все абсолютные минимумы Японии по месяцам с января по март; в январе норма месяца −8 °С а 25 января 1902 года морозы достигали −41 °С. В феврале и марте температура опускалась до −38 °С и −34 °С соответственно, что вполне сопоставимо с минимумами зимних месяцев центра и даже севера средней полосы. Даже на самой высокой точке страны, вулкане Фудзияме, абсолютный минимум температуры зимой выше. Летние максимумы температуры воздуха тоже невысоки, за исключением ещё более северных мысов. Такой климат объясняется внутриконтинентальным географическим расположением на севере Хоккайдо и большой высотой над уровнем моря. Так, в Вакканае теплее, хотя он и расположен севернее, но на берегу.
| Показатель                            | Янв.  | Фев.  | Март  | Апр. | Май  | Июнь | Июль | Авг.  | Сен.  | Окт.  | Нояб. | Дек. | Год    |
| ------------------------------------- | ----- | ----- | ----- | ---- | ---- | ---- | ---- | ----- | ----- | ----- | ----- | ---- | ------ |
| Абсолютный максимум, °C               | 11,7  | 9,7   | 18,8  | 29,6 | 32,8 | 34,6 | 35,0 | 36,0  | 32,4  | 25,0  | 22,0  | 14,7 | 36,0   |
| Средний максимум, °C                  | −4    | −2,7  | 2,1   | 10,5 | 17,8 | 22,4 | 26,0 | 26,3  | 21,2  | 14,2  | 5,8   | −0,8 | 11,9   |
| Средняя температура, °C               | −8    | −7    | −2    | 5    | 11   | 16   | 21   | 20    | 16    | 8     | 1     | −3   | 6      |
| Средний минимум, °C                   | −12,6 | −12,6 | −7,5  | 0,1  | 5,8  | 11,3 | 16,0 | 16,7  | 10,9  | 4,0   | −1,6  | −7,9 | 1,6    |
| Абсолютный минимум, °C                | −41   | −38,3 | −34,1 | −19  | −7,1 | −1,1 | 1,0  | 2,4   | −1,8  | −8    | −25   | −30  | −41    |
| Норма осадков, мм                     | 74,1  | 51,5  | 54,1  | 55,8 | 65,4 | 63,8 | 98,9 | 137,5 | 135,8 | 117,6 | 120,8 | 98,9 | 1074,2 |
| Источник: Japan Meteorological Agency |       |       |       |      |      |      |      |       |       |       |       |      |        |

## Транспорт
- JR Hokkaido — Станция Асахикава
- Аэропорт Асахикава[англ.]

## Образование
В Асахикаве находится крупный медицинский университет.

## Породнённые города
Асахикава является городом-побратимом следующих городов:
- Блумингтон, США;
- Нормал, США;
- Сувон, Южная Корея;
- Южно-Сахалинск, Россия.